# بنی خودش راه می‌رود
بِنی خودش راه می‌رود (به آلبانیایی: Beni ecën vetë) فیلم کمدی خانوادگی محصول ۱۹۷۵ آلبانی به کارگردانی جانفیسه ککو و نویسندگی کیچو بلوشی و لئونات کراسنیچی است. این فیلم سیاه و سفید که به‌عنوان یکی از شاهکارهای سینمای آلبانی شناخته می‌شود، موفق به کسب جایزه اصلی جشنواره فیلم جیفونی شد.

## داستان
بنی پسری هشت ساله است که با پدر و مادرش در کورچه زندگی می‌کند. بنی در زیر سایه مراقبت بیش از حد مادرش زندگی می‌کند. مادرش خیلی مراقب اوست و نمی‌گذارد بیرون از خانه بازی کند. وقتی هم که اجازه بیرون رفتن را دارد، بچه‌های محله او را مسخره می‌کنند و اغلب او را «گربه ترسو» و «بچه ننه» خطاب می‌کنند. یک روز که عمویش تومای به دیدارش می‌رود، بنی را می‌بیند که بچه‌های دیگر اسب بنی را گرفته‌اند و او گریان است. تومای تصمیم می‌گیرد بنی را در تعطیلات مدرسه، سوار بر اسب به دهکده‌ای دور ببرد، جایی که به او زندگی و مرد بودن را بیاموزد. بنی در این روستا چیزهای زیادی یادمی‌گیرد و به پسری بالغ تبدیل می‌شود. بنی در راه بازگشت به شهر نیازی به اسب سواری ندارد، او می‌تواند تمام مسیر خانه را به تنهایی و با پای پیاده طی کند.

## بازیگران
- ایلکا مویو
- پاندی رایدی
- دورکه اورگوکا
- هریون مصطفی‌رای
- گرگی سولاکو
- کوچو گودا
- اما شتتو